# Сталкер (замок)
Сталкер (англ. Stalker, гэльск. Caisteal an Stalcaire, в переводе «Соколиный охотник») — средневековый шотландский замок в округе Аргайл-энд-Бьют, на одноимённом острове у западного побережья Шотландии.
Возле замка проходили съёмки фильма «Монти Пайтон и Священный Грааль» (1975 год).

## История замка
Замок был построен в 1320 году и первоначально представлял собой небольшое укрепление, принадлежащее клану Макдугаллов.
В 1388 году право владения на эти земли, включая замок, перешло к Стюартам. Считается, что сэр Джон Стюарт построил замок в том виде, в котором он сохранился до наших дней. У Джона Стюарта был внебрачный сын от женщины из клана Макларенов. В 1463 году он собрался жениться на ней, чтобы сделать сына законным наследником, но был убит на выходе из церкви Аланом Маккоулом. Однако церемония бракосочетания уже состоялась и сын Джона, Дугалд, стал 1-м лордом Стюартом из Аппина.
В 1468 году Дугалд отомстил Маккоулу, собственноручно лишив жизни убийцу своего отца. В 1497 году во время набега на земли Макдональда из Кеппоха, который совершили Стюарты и Макларены в ответ на кражу скота, Дугалд Стюарт был убит. Ему наследовал старший сын Дункан.
Шотландский король Яков IV, будучи Стюартом, приходился Дункану родственником. Яков был страстным охотником и, выезжая в горы на охоту, часто останавливался в замке Сталкер. Считается, что из-за этих визитов замок немного перестроили, стремясь сделать его более удобным для проживания, в том числе надстроили ещё один этаж.
В 1512 году Дункан Стюарт был убит. Ему наследовал младший брат Алан. В 1513 году Стюарты из Аппина — сам глава клана и пятеро его сыновей — сражались на стороне короля в битве при Флоддене, одной из самых кровопролитных битв в истории Шотландии. В том сражении шотландцы потерпели сокрушительное поражение, а Яков IV был убит. Шестерым Стюартам из Аппина удалось выжить.
В 1520 году, когда Александр Стюарт удил рыбу неподалёку от замка, он был застигнут врасплох и убит людьми из клана Кэмпбеллов. Предание гласит, что во время набега няня спрятала ребёнка Александра, юного Дональда, в замке, а когда Кэмпбеллы уехали, вернулась и увезла спасённого мальчика в Морвен.
Когда Дональд вырос, он стал известен как человек необычайной силы. Его называли Дональд Молот (гэльск. Donald nan Ord) — так как он мог взять в каждую руку по кузнечному молоту и с лёгкостью орудовать ими. В 1544 году Дональд призвал на помощь всех Стюартов из Аппина и отправился в Данстаффнидж, где отомстил за отца, отправив на тот свет девятерых Кэмпбеллов. Дональд Молот также вёл Стюартов в бой в битве при Пинки 10 сентября 1547 году. Он умер в 1607 году и был похоронен на Лисморе.
Около 1620 году Дункан, 7-й лорд Стюарт, напившись допьяна, поменялся с одним из Кэмпбеллов — отдал замок в обмен на восьмивёсельную лодку-верейку. Сталкер вернулся к Стюартам только в 1689 году, но после поражения в битве при Данкелде Стюартов обязали вновь передать замок Кэмпбеллам. Стюарты отказались, и Кэмпбеллы осаждали замок в течение нескольких месяцев, пока наконец не захватили его.
Кэмпбеллы жили в замке примерно до 1800 года, потом перебрались с острова на большую землю, а замок использовали как склад, пока в 1840 году в нём не обвалилась крыша. В 1908 году замок купил Чарльз Стюарт, потомок тех Стюартов, которые владели замком за 300 лет до того, а в 1965 году владельцем замка стал полковник Д. Р. Стюарт из Оллварда. По его инициативе в замке на протяжении десяти лет проводились реставрационные работы, благодаря чему сейчас он содержится в прекрасном состоянии и пригоден для жилья. Работы по восстановлению замка проводили не профессиональные рабочие, а собственноручно полковник Стюарт с женой, членами их семьи и друзьями.